# Ipomoea diriadactylina
Ipomoea diriadactylina är en vindeväxtart som beskrevs av Barry Edward Hammel. Ipomoea diriadactylina ingår i släktet praktvindor, och familjen vindeväxter. Inga underarter finns listade i Catalogue of Life.